# Entresemana (álbum)
Entresemana es el segundo álbum del grupo de indie pop español Le Mans. Fue publicado en 1994 por Elefant Records.

## Lista de canciones
Todas las canciones Errazkin-Iturrioz
1. Con Peru en la Playa
2. La Tarea
3. La Hora del Café
4. Entresemana
5. San Martín
6. Mejor Dormir
7. Canción de si tú me Quieres
8. Perezosa y Tonta

## Créditos
- Guitarra: Ibon Errazkin
- Bajo: Teresa Iturrioz
- Guitarra: Peru Izeta
- Batería: Gorka Ochoa
- Voz: Jone Gabarain
- Celo: Kristina
- Violín: Pablo Jiménez
- Diseño: Javier Aramburu

- Datos: Q5834513